# NOFX/The Spits
NOFX/The Spits is een split ep van de Amerikaanse punkbands NOFX en The Spits. Het werd uitgegeven op 23 november 2010 op vinyl, maar het album is nu ook beschikbaar als een download.

## Nummers
1. "Hold It Back" (NOFX) - 1:12
2. "Teenage Existentialist" (NOFX) - 2:24
3. "Wait" (The Spits) - 1:20
4. "Get Our Kicks" (The Spits) - 1:52

## Bands
NOFX
- Fat Mike - zang, basgitaar
- Eric Melvin - gitaar, zang
- El Hefe - gitaar, zang
- Erik Sandin - drums

The Spits
- Sean Wood - gitaar, zang
- Erin Wood - basgitaar, zang
- Lance Phelps - drums
- Gregory Toumassian - keyboard